# هربرت سميث
هربرت سميث (بالإنجليزية: Herbert Smith)‏ (22 نوفمبر 1877 المملكة المتحدة - 6 يناير 1951 المملكة المتحدة) هو لاعب كرة قدم بريطاني سابق كان يلعب كمدافع، شارك في الألعاب الأولمبية الصيفية 1908.

## روابط خارجية
- هربرت سميث على موقع الاتحاد الدولي (مؤرشف)  (الإنجليزية)
- هربرت سميث على موقع قاعدة بيانات كرة القدم.إي يو (الإنجليزية)
- هربرت سميث على موقع ناشيونال فوتبول تيمز (الإنجليزية)
- هربرت سميث على موقع اللجنة الأولمبية الدولية (الإنجليزية)
- هربرت سميث على موقع أوليمبيديا (الإنجليزية)